# Tancrède

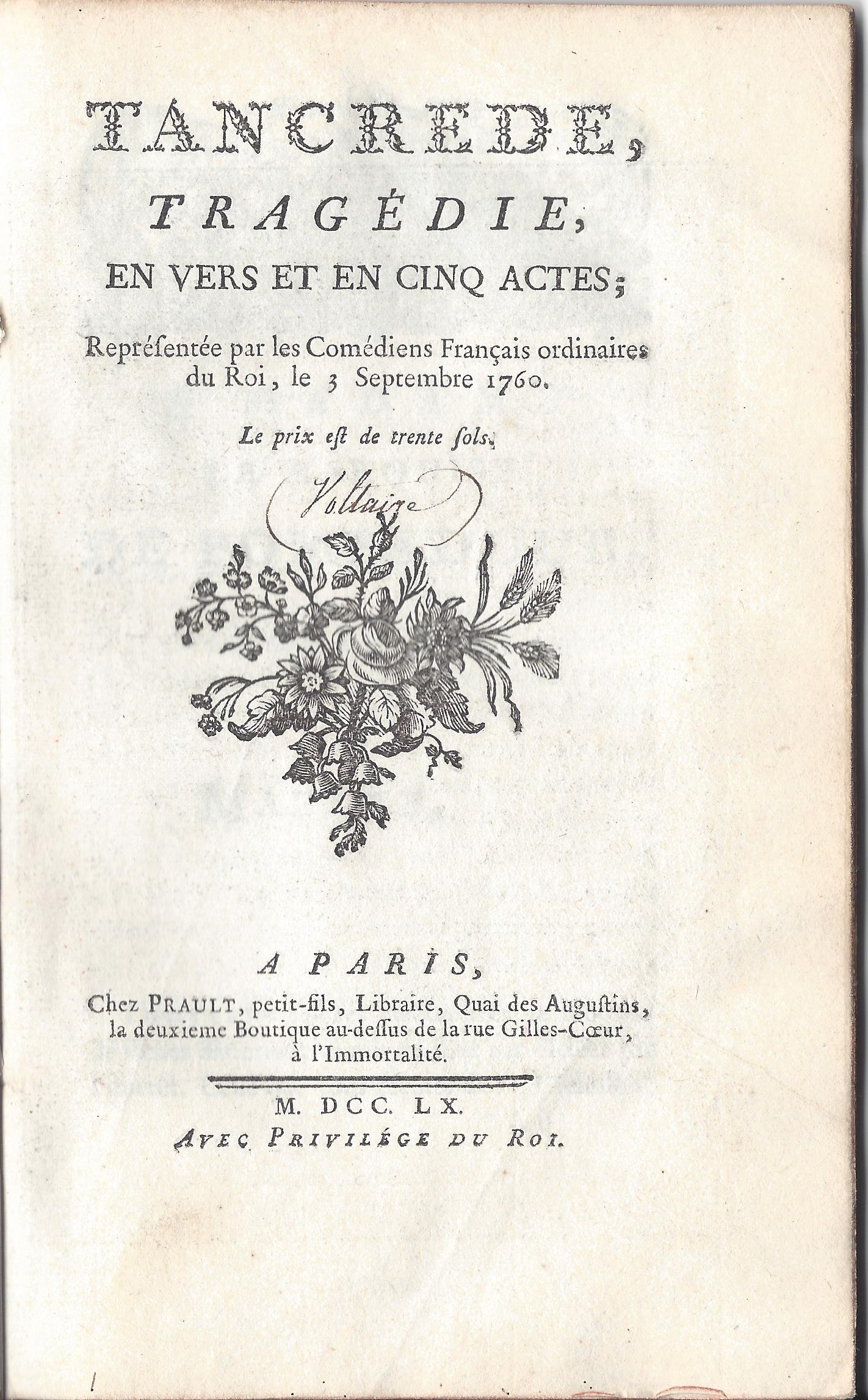
Tancrède, erste Ausgabe bei Prault, Paris 1760

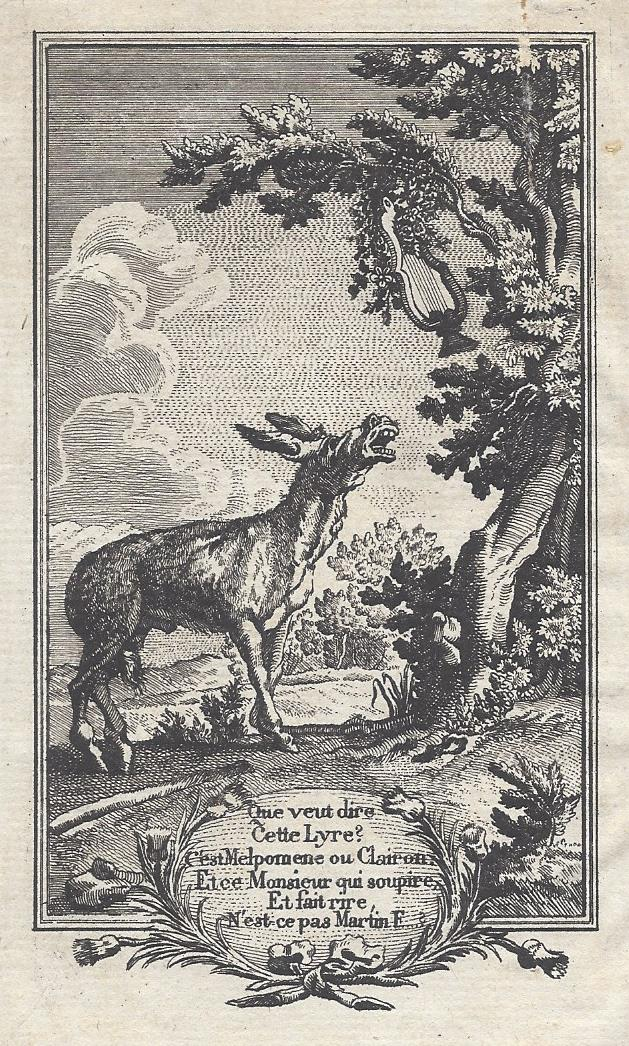
Frontispiz der Cramer-Ausgabe mit einer Karikatur Élie Catherine Frérons

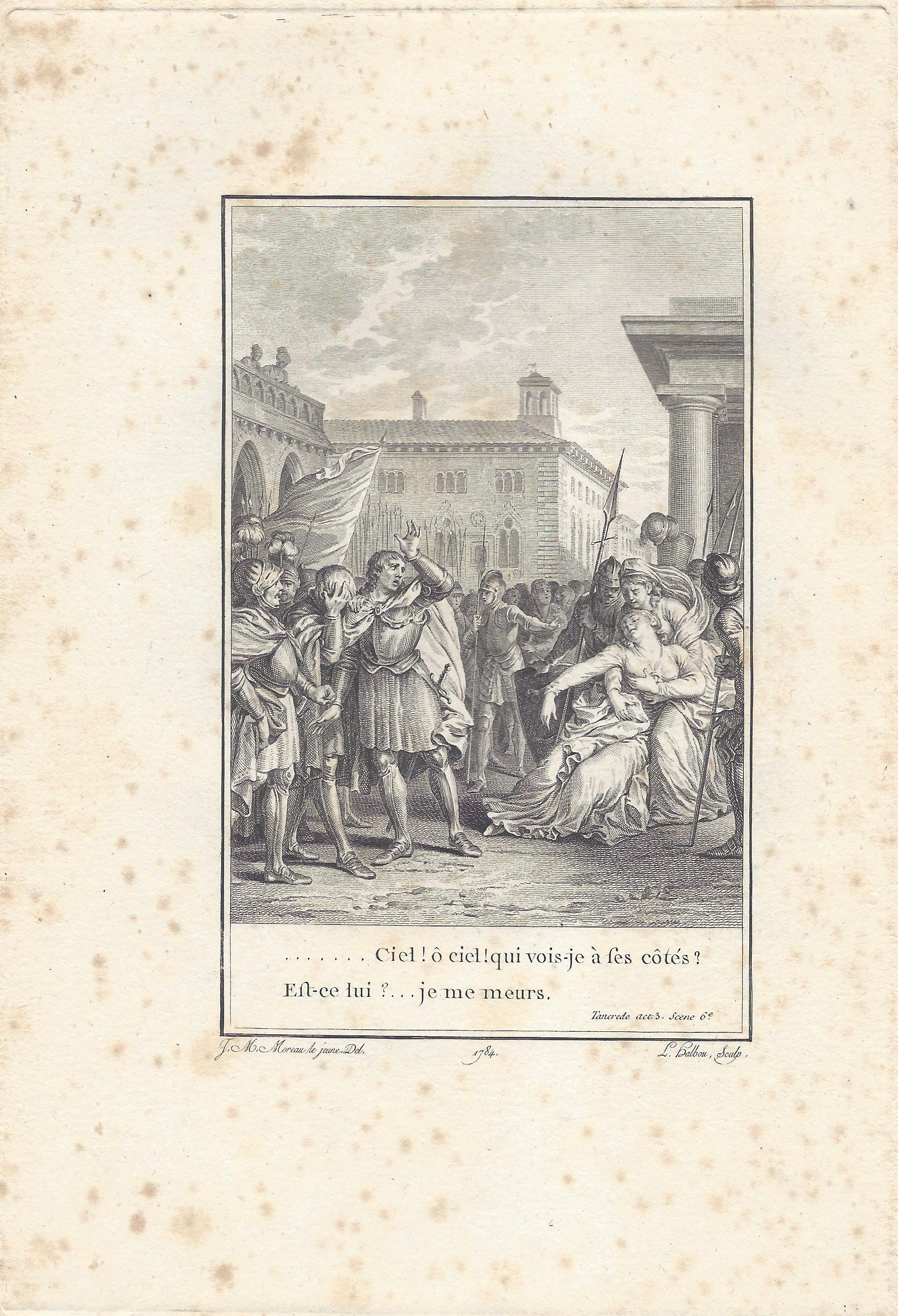
Jean-Michel Moreau: Illustration zum Tancrède 1784

Tancrède ist eine Tragödie in fünf Aufzügen von Voltaire. Das Stück wurde 1760 nach Umarbeitungen fertiggestellt und am 13. September desselben Jahres in Paris uraufgeführt, seine Ausarbeitung begann jedoch schon im Jahre 1759 und soll Voltaire vier Wochen in Anspruch genommen haben. Eine erste private Aufführung erfolgte im Oktober 1759 in Ferney.

## Handlung
Akt 1
Die Handlung spielt im Jahr 1005 im normannisch regierten Syrakus zur Zeit der Befreiung Siziliens von den Sarazenen. Auf einer Versammlung der Ritter fordert Argire die anderen Ritter auf, für ihr größtes Gut zu kämpfen: die Freiheit. Die sarazenische Macht sei im Niedergang befindlich. Der intrigante Ritter Orbassan sagt zu, für den Staat, Argire und dessen Familie zu streiten, zumal Aménaïde, die Tochter Argires, ihm versprochen ist. Er warnt vor dem in Acht stehenden Ritter Tancrède, der auf Rache sinne. Die Ritter erklären, für Argire kämpfen zu wollen. – Aménaïde möchte, dass Tancrède wieder für Syrakus kämpft, doch Argire entgegnet, der Sarazenenführer Solamir, Tancrède und Byzanz seien alle gleichermaßen verhasst. Zur Überraschung ihres Vaters bittet sie ihn, die geplante Hochzeit auszusetzen. Der aber erwidert: „Das Wort ist gegeben.“ Ihrer Zofe Fanie gesteht sie ihre Liebe zu Tancrède und dass er in Messina sei.
Akt 2
Ein abgefangener Brief Aménaïdes an Tancrède, der fälschlich als an den Feind Solamir gerichtet interpretiert wird, führt zu ihrer Verhaftung wegen Hochverrates. Die Ritter erklären, ihr Tod sei legitim, die Gesetze, Altäre und die Ehre seien beleidigt, Syrakus fordere ein Opfer. Orbassan versucht noch einmal Aménaïde für sich zu gewinnen. Doch sie entgegnet, dass sie ihn nicht lieben kann, ihn weder als Gatten noch als Ritter will. – Soldaten kommen, um sie abzuführen, sie stellt sich auf den Tod ein.
Akt 3
Tancrède legt seinen Wahlspruch dar: Liebe und Ehre. Er schickt seinen Freund, den Soldaten Aldamon, um Aménaïde um ein geheimes Gespräch zu bitten. Von dem Zurückkehrenden wird er über die Lage unterrichtet. – Der Ritter begibt sich nun inkognito zu Argire und erfährt, dass das Todesurteil für dessen Tochter bereits unterschrieben sei. Aménaïde ist von Wachen umgeben; als sie ihren Geliebten neben ihrem Vater sieht, fällt sie in Ohnmacht. Tancrède sagt, er sei ihr Ritter, übernehme ihre Verteidigung, bereit wie sie zu sterben. Er fordert Orbassan zum Duell und wirft seinen Handschuh vor ihn.
Akt 4
Tancrède sagt de Rittern zu, gemeinsam mit ihnen gegen die Sarazenen zu kämpfen. Er glaubt, Aménaïde habe ihn verraten und ist bereit zu sterben. Sie indes versteht nicht, auf wen er eifersüchtig sein könnte. Sie sagt ihrem Vater, dass sie Tancrède ihr Leben verdanke. Sie will Argire auf das Schlachtfeld folgen. Dort will sie durch die Pfeile des Mauren sterben und sich mit Tancrède vereinen.
Akt 5
Tancrède sucht den Tod. Er eilt alleine in den Kampf gegen die Mauren, findet ihren Führer Solamir und tötet ihn. Doch wird sein Körper von Waffen der Feinde durchbohrt. Schwer verwundet schreibt er noch einen Brief an seine Geliebte, gezeichnet mit seinem Blut. Diese begibt sich zu ihm und erklärt dem Sterbenden ihre Unschuld und ihre Liebe. Sie entzieht sich ihrem Vater und stirbt mit gebrochenem Herzen neben der Leiche Tancrèdes.
Die Namen Tancrèdes und Aménaïdes sind Torquato Tassos Befreitem Jerusalem entlehnt. Die Handlung entwickelt sich jedoch völlig eigenständig.

## Zeitgenössische Rezeption
Die Pariser Uraufführung in der Comédie-Française mit Lekain in der Titelrolle und Claire Clairon in der Rolle der Aménaïde verlief erfolgreich und initiierte die Aufführung von zwei Parodien Antonio Francesco Riccobonis im Théâtre-Italien: La nouvelle joute und Quand parlera-t-elle? Denis Diderot lobte die neue Tragödie begeistert in einem Brief an den Autor. Das gut besuchte Stück wurde aber aufgrund von Intrigen bereits nach dreizehn Aufführungen vom Spielplan abgesetzt. Man unterstellte eine Herabsetzung der Gräfin Pompadour durch die Widmung Voltaires. Johann Wolfgang von Goethe veröffentlichte 1802 seine Übersetzung in das Deutsche. Gioacchino Rossini erlebte mit der Vertonung des Stückes zur Oper Tancredi 1813 seinen internationalen Durchbruch.

## Aufführungen
Eine erste private Aufführung der Urfassung fand nach ersten Proben in Tournay im Oktober 1759 in Voltaires privatem Theater in Ferney statt.

## Drucklegung
Voltaire, der dem Stück eine Widmung an Madame Pompadour, einer Verehrerin Tassos, voranstellte, ließ das Stück 1760 bei Prault drucken. Der Druck wurde vom ersten Minister Étienne-François de Choiseul auf Verwendung der Madame Pompadour freigegeben. Zahlreiche Nachdrucke und Raubdrucke folgten unmittelbar.

## Erste Ausgaben
- Tancrede, tragédie, en vers et en cinq actes; représentée par les Comédiens franc̜ais ordinaires du Roi, le 3 septembre 1760 Prault, petit fils, Paris 1760, S. 80, mit zwei Kupferstichen von Pierre François Tardieu nach F. R.
- Tancrede, tragédie, en vers croisés, et en cinq actes; représentée par les Comédiens franc̜ais ordinaires du Roi, le 3 septembre 1760  Prault, petit fils, Paris 1761, 8°, (12), 80 S.
- Tancred, übersetzt und bearbeitet von Johann Wolfgang von Goethe. Cotta, Tübingen 1802.

## Belege
1. ↑  Manuel Couvreur: Tancrède. In: Dictionnaire Voltaire, Hachette Livre, 1994, S. 227.
2. ↑  Vgl. Voltaire. Oeuvres complètes 5. Théâtre – Tome quatrième. Paris 1877, p. 487–562. Siegfried Detemple: Voltaire: Die Werke. Katalog zum 300. Geburtstag. Berlin 1994, S. 134.
3. ↑  Theodore Besterman: Voltaire. Winkler, München 1971, S. 345.